# US (坂本龍一のアルバム)
『US』（ユーエス）は、日本の作曲家である坂本龍一の12枚目のベスト・アルバム。タイトルの『US』は、「Ultimate Solo」の略で「究極のソロ」を意味する。
2002年10月23日にワーナーミュージック・ジャパンのWEA Japanレーベルからリリースされ、プロデューサーと選曲は坂本が担当した。
本作は、アルバム『千のナイフ』（1978年）から『AUDIO LIFE』（2000年）までに発表した楽曲が収録されている。

## リリース
2002年10月23日にワーナーミュージック・ジャパンのWEA JapanレーベルからCDのみで、ベスト・アルバム『UF』とコンピレーション・アルバム『CM/TV』の2作同時にリリースされた。
本作と『UF』『CM/TV』の帯裏に印字してある応募券を貼って応募すると、非売品CDである『GEM』が進呈された『A特典』と、2002年11月に札幌をはじめ仙台、東京、名古屋、大阪、福岡、沖縄の全7か所で行われた「坂本龍一 トーク・セッション」に参加できる応募はがきが同封された『B特典』が初回盤特典キャンペーンとして実施された。

## 批評
| 専門評論家によるレビュー | 専門評論家によるレビュー |
| レビュー・スコア         | レビュー・スコア         |
| 出典                     | 評価                     |
| ------------------------ | ------------------------ |
| CDジャーナル             | 肯定的                   |

『CDジャーナル』は、総評として「これ以上ない“坂本龍一大全集”のソロ・ワークス篇。教授のソロ名義の作品にスポットをあて、聴きたかったあの名曲や大ヒット曲が盛り沢山だ」としたうえで「ソロ・ワークにおけるベスト・ソングを収録。アジアから西洋、アフリカ、中南米と、あらゆる要素を取り込みながら自己の音楽を構築するコスモポリタン・坂本の魅力が凝縮されている」と肯定的な評価を下している。

## 収録曲
- 括弧内は発表した年

| #         | タイトル                           | 作詞                                        | 作曲                                  | 編曲      | 収録作品                    | 時間  |
| --------- | ---------------------------------- | ------------------------------------------- | ------------------------------------- | --------- | --------------------------- | ----- |
| 1.        | 「THOUSAND KNIVES」(1978)          |                                             | 坂本龍一                              |           | アルバム『千のナイフ』      | 6:59  |
| 2.        | 「THE END OF ASIA」(1978)          |                                             | 坂本龍一                              |           | アルバム『千のナイフ』      | 6:20  |
| 3.        | 「WAR HEAD」(1980)                 | クリス・モズデル                            | 坂本龍一                              | 坂本龍一  | シングル「Lexington Queen」 | 4:35  |
| 4.        | 「thatness and thereness」(1980)   | - 翻訳: ピーター・バラカン                  | 坂本龍一                              |           | アルバム『B-2UNIT』         | 3:28  |
| 5.        | 「Riot in Lagos」(1980)            |                                             | 坂本龍一                              |           | アルバム『B-2UNIT』         | 5:40  |
| 6.        | 「サルとユキとゴミのこども」(1981) | 糸井重里                                    | 坂本龍一                              |           | アルバム『左うでの夢』      | 5:08  |
| 7.        | 「TIBETAN DANCE」(1984)            |                                             | 坂本龍一                              |           | アルバム『音楽図鑑』        | 5:01  |
| 8.        | 「SELF PORTRAIT」(1984)            |                                             | 坂本龍一                              |           | アルバム『音楽図鑑』        | 4:42  |
| 9.        | 「A WONGGA DANCE SONG」(1985)      |                                             | 坂本龍一                              |           | アルバム『Esperanto』       | 6:18  |
| 10.       | 「A CARVED STONE」(1985)           |                                             | 坂本龍一                              |           | アルバム『Esperanto』       | 8:23  |
| 11.       | 「Ballet Mécanique」(1986)         | - 矢野顕子 - 翻訳: ピーター・バラカン       | 坂本龍一                              |           | アルバム『未来派野郎』      | 5:08  |
| 12.       | 「G.T.IIº」(1986)                  | - ピーター・バラカン - 日本語原詞: 矢野顕子 | 坂本龍一                              |           | アルバム『未来派野郎』      | 4:05  |
| 13.       | 「Parolibre」(1986)                |                                             | 坂本龍一                              |           | アルバム『未来派野郎』      | 3:33  |
| 14.       | 「BEFORE LONG」(1987)              |                                             | 坂本龍一                              |           | アルバム『NEO GEO』         | 1:20  |
| 15.       | 「NEO GEO」(1987)                  | 坂本龍一 ビル・ラズウェル Traditional       | 坂本龍一 ビル・ラズウェル Traditional |           | アルバム『NEO GEO』         | 5:05  |
| 16.       | 「AFTER ALL」(1987)                |                                             | 坂本龍一                              |           | アルバム『NEO GEO』         | 3:07  |
| 合計時間: | 合計時間:                          | 合計時間:                                   | 合計時間:                             | 合計時間: | 合計時間:                   | 78:52 |

| #         | タイトル                                          | 作詞                                              | 作曲                                               | 収録作品                        | 時間  |
| --------- | ------------------------------------------------- | ------------------------------------------------- | -------------------------------------------------- | ------------------------------- | ----- |
| 1.        | 「CALLING FROM TOKYO」(1989)                      | アート・リンゼイ ロジャー・トリリング 坂本龍一    | アート・リンゼイ ロジャー・トリリング 坂本龍一     | アルバム『BEAUTY』              | 4:26  |
| 2.        | 「安里屋ユンタ」(1989)                            | 星克                                              | 宮良長包                                           | アルバム『BEAUTY』              | 4:36  |
| 3.        | 「DIABARAM」(1989)                                | ユッスー・ンドゥール                              | ユッスー・ンドゥールグ 坂本龍一                    | アルバム『BEAUTY』              | 4:13  |
| 4.        | 「Triste」(1991)                                  | マルコ・プリンス FFF 坂本龍一                     | 坂本龍一                                           | アルバム『HEARTBEAT』           | 4:23  |
| 5.        | 「Nuages」(1991)                                  | アラブ民謡                                        | アラブ民謡                                         | アルバム『HEARTBEAT』           | 2:15  |
| 6.        | 「Tainai Kaiki II - Returning to the Womb」(1991) | デヴィッド・シルヴィアン 坂本龍一                 | 坂本龍一 デヴィッド・シルヴィアン アート・リンゼイ | アルバム『HEARTBEAT』（海外盤） | 5:17  |
| 7.        | 「Moving On」(1994)                               | J-Me                                              | 坂本龍一                                           | アルバム『sweet revenge』       | 5:40  |
| 8.        | 「Sweet Revenge」(1994)                           |                                                   | 坂本龍一                                           | アルバム『sweet revenge』       | 4:07  |
| 9.        | 「美貌の青空」(1995)                              | 売野雅勇                                          | 坂本龍一                                           | アルバム『SMOOCHY』             | 5:39  |
| 10.       | 「青猫のトルソ」(1995)                            |                                                   | 坂本龍一                                           | アルバム『SMOOCHY』             | 2:16  |
| 11.       | 「TANGO」(1995)                                   | - 大貫妙子 - スペイン語文: フェルナンド・アポンテ | 坂本龍一                                           | アルバム『SMOOCHY』             | 4:36  |
| 12.       | 「1919」(1996)                                    |                                                   | 坂本龍一                                           | アルバム『1996』                | 6:23  |
| 13.       | 「M.A.Y. in The Backyard」(1996)                  |                                                   | 坂本龍一                                           | アルバム『1996』                | 4:25  |
| 14.       | 「intermezzo」(1998)                              |                                                   | 坂本龍一                                           | アルバム『BTTB』                | 3:44  |
| 15.       | 「aqua」(1998)                                    |                                                   | 坂本龍一                                           | アルバム『BTTB』                | 4:34  |
| 16.       | 「tong poo」(1998)                                |                                                   | 坂本龍一                                           | アルバム『BTTB』（通常盤）      | 5:02  |
| 17.       | 「energy flow」(1999)                             |                                                   | 坂本龍一                                           | マキシシングル『ウラBTTB』      | 4:32  |
| 18.       | 「Libera me」(2000)                               |                                                   | 坂本龍一                                           | アルバム『AUDIO LIFE』          | 2:29  |
| 合計時間: | 合計時間:                                         | 合計時間:                                         | 合計時間:                                          | 合計時間:                       | 78:37 |

## リリース履歴
| No. | 日付           | 国名 | レーベル                                   | 規格 | 規格品番     | 備考                                                                         |
| --- | -------------- | ---- | ------------------------------------------ | ---- | ------------ | ---------------------------------------------------------------------------- |
| 1   | 2002年10月23日 | 日本 | ワーナーミュージック・ジャパン / WEA Japan | CD   | WPC6-10241/2 | ベスト・アルバム『UF』とコンピレーション・アルバム『CM/TV』の2作同時リリース |